# Dado Parisini
Dado Parisini, all'anagrafe Gerardo Parisini (Roma, 26 gennaio 1957), è un compositore, arrangiatore e produttore discografico italiano.

## Biografia
Dopo il diploma in pianoforte al Conservatorio, si trasferisce a Firenze per lavorare con Giancarlo Bigazzi, che lo coinvolge nelle registrazioni degli artisti che segue in quel periodo (tra cui Marco Masini e Umberto Tozzi). 
Qui, nel 1982, insieme ad Alessandro Benvenuti, Athina Cenci e Stephen Head forma il gruppo dei The Colla: un gruppo che venne messo su per la realizzazione della colonna sonora dell'unico film interpretato da I Giancattivi, Ad ovest di Paperino per la regia di Alessandro Benvenuti. Nel 1984, insieme a Raf, Stephen Head e Steve Piccolo, forma il gruppo della Chewingum Band per alcuni brani inseriti nella colonna sonora del film Chewingum diretto da Biagio Proietti.
Collabora poi dapprima come arrangiatore e poi come produttore con altri artisti toscani come Paolo Vallesi e Irene Grandi; lavora inoltre con Nek, Laura Pausini, Marco Carta, Fiordaliso e Alessandra Amoroso.
Ha scritto colonne sonore per vari film (Ad ovest di Paperino e Il barbiere di Rio).
Nel 2010 si è cimentato come arrangiatore del brano E tocca a te, un ballo di gruppo dell'estate dello stesso anno (accompagnato dal verso del gallo e della gallina), dove suona anche la tastiera insieme a Celso Valli. Dall'ottobre 2010 al marzo 2011 lavora come insegnante di canto alla scuola televisiva Amici di Maria De Filippi.
Ha suonato il pianoforte nella canzone A Natale puoi, colonna sonora dello spot della Bauli.
Ha arrangiato la terza versione dei titoli di sottofondo di TG5 Prima Pagina dal 2000 al 2014.

## Canzoni composte
| Anno | Titolo      | Interprete | Autori del testo             | Autori della musica |
| ---- | ----------- | ---------- | ---------------------------- | ------------------- |
| 2002 | Fatti amare | Nek        | Cheope, Antonello de Sanctis | Dado Parisini, Nek  |

## Dischi arrangiati
| Anno | Interprete    | Titolo            | Casa discografica  |
| ---- | ------------- | ----------------- | ------------------ |
| 1987 | Fiordaliso    | Fiordaliso        | Durium             |
| 1988 | Umberto Tozzi | Royal Albert Hall | CGD                |
| 1991 | Paolo Vallesi | Paolo Vallesi     | Insieme            |
| 1998 | Laura Pausini | La mia risposta   | Warner Music Italy |
| 2000 | Laura Pausini | Tra te e il mare  | Warner Music Italy |

## Dischi prodotti
| Anno | Interprete         | Titolo                          | co-produzione                                            | Casa discografica            |
| ---- | ------------------ | ------------------------------- | -------------------------------------------------------- | ---------------------------- |
| 1991 | Raf                | Sogni... è tutto quello che c'è | Raf                                                      | CGD Warner Music Italy       |
| 1991 | Paolo Vallesi      | Paolo Vallesi                   |                                                          | Insieme                      |
| 1993 | Raf                | Cannibali                       | Raf                                                      | CGD Warner Music Italy       |
| 1994 | Irene Grandi       | Irene Grandi                    |                                                          | CGD Eastwest Records         |
| 1994 | Irene Grandi       | Irene Grandi (versione tedesca) |                                                          | CGD Eastwest Records Germany |
| 1995 | Irene Grandi       | In vacanza da una vita          |                                                          | CGD Eastwest Records         |
| 1997 | Irene Grandi       | Per fortuna purtroppo           |                                                          | CGD Eastwest Records         |
| 1998 | Irene Grandi       | Irene Grandi                    |                                                          | CGD Eastwest Records         |
| 2002 | Nek                | Le cose da difendere            |                                                          | Don't Worry Records          |
| 2010 | Emma               | Oltre                           | Daniele Coro                                             | Universal Music              |
| 2010 | Alessandra Amoroso | Il mondo in un secondo          | Simone Papi, Pino Perris, Chico Bennett, Richard Vission | Sony BMG                     |
| 2010 | L'Aura             | Sei come me                     |                                                          | Sony BMG                     |
| 2011 | Annalisa           | Nali                            | Nicolò Fragile                                           | Warner Music Italy           |
| 2012 | Annalisa           | Mentre tutto cambia             |                                                          | Warner Music Italy           |
| 2012 | Marco Carta        | Necessità lunatica              | Federica Camba, Daniele Coro                             | Warner Music Italy           |